# Horen (Mythologie)

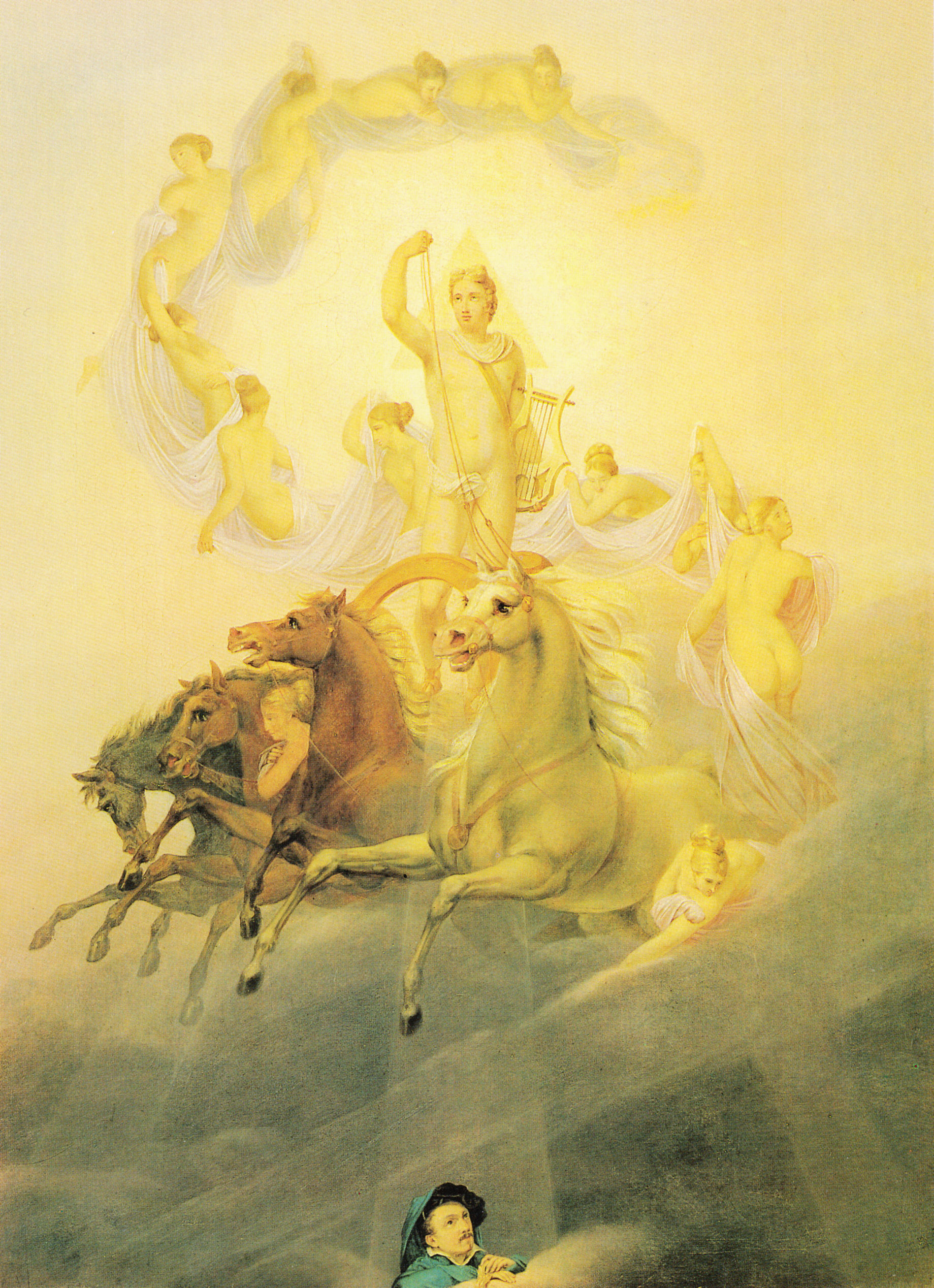
Apoll mit den Horen (Gemälde von Georg Friedrich Kersting, 1822)

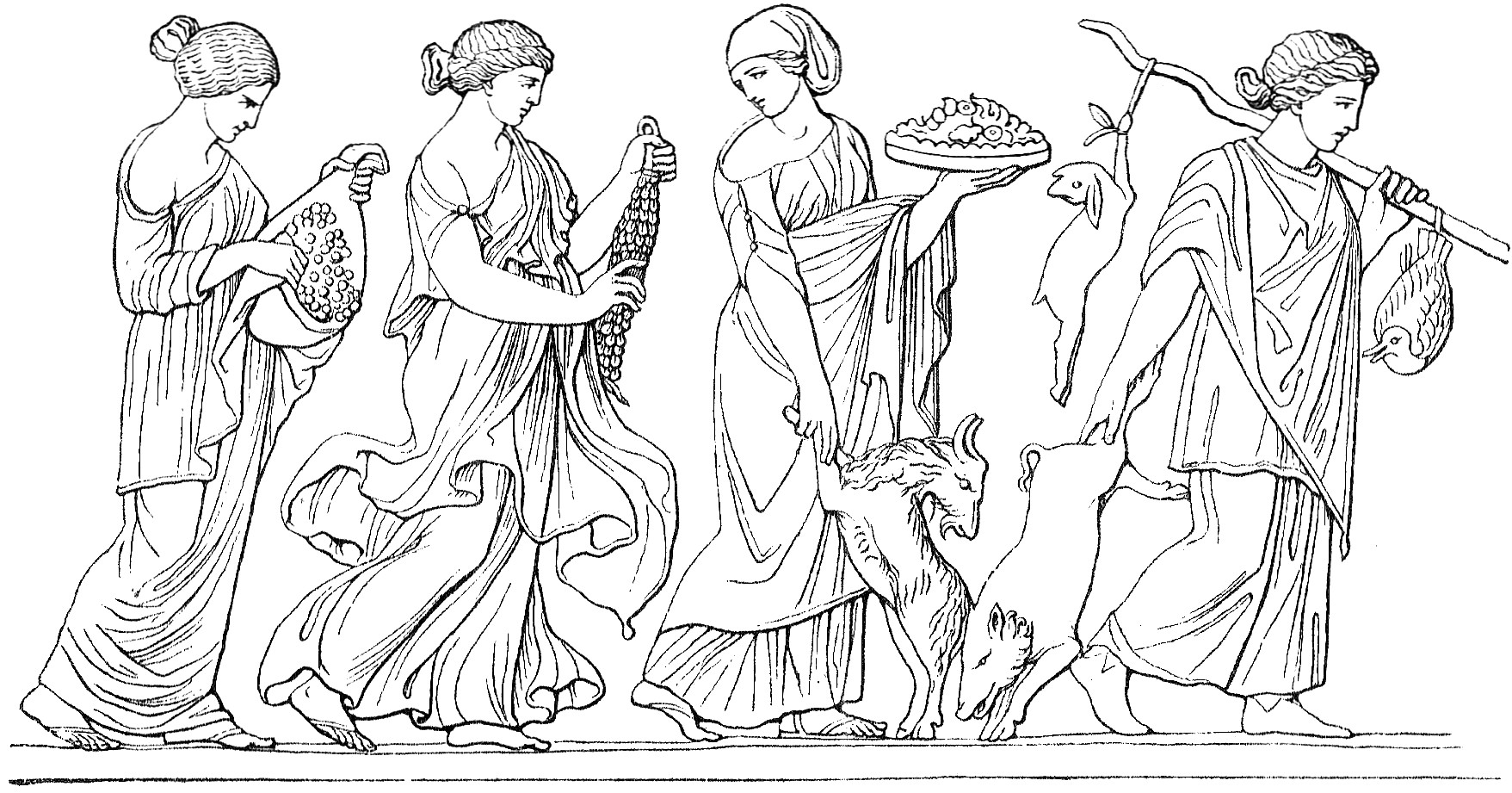
Horen im Meyers 1888

Die Horen (altgriechisch ῟Ωραι Hōrai „die Zeiten, die Jahreszeiten“, latinisiert Horae) sind in der griechischen Mythologie die Göttinnen, die das geregelte Leben überwachen. Sie sollen an einem Webstuhl das Leben eines Menschen bestimmt und gewebt haben. Das griechische Wort hōra bedeutet „Zeit“ oder „Zeitabschnitt“; es kann ein Jahr, eine Jahreszeit, eine Tageszeit oder eine Stunde bezeichnen.
Sie sind als Töchter des Zeus und der Themis Göttinnen der griechischen Mythologie. Sie wachen wohlgesinnt über das Menschenwerk und bewachen – wie Homer in der Ilias berichtet – die Himmelstore, indem sie das dichte Gewölk unter Donnerdröhnen weg- oder vorschieben. Ihre Namen wechseln je nach Quelle.

## Erste Generation
Im Attischen bestanden sie aus Thallo, Auxo und Karpo, die Göttinnen der (drei) Jahreszeiten waren. (Die Griechen unterschieden damals nur Frühling, Sommer und Winter.) In der Kunst wurden sie gewöhnlich als junge, attraktive Frauen porträtiert, umgeben von bunten Blumen und üppiger Vegetation oder anderen Symbolen der Fruchtbarkeit. Sie wurden vor allem unter der Landbevölkerung Griechenlands verehrt.
In ältester Zeit sind die Horen Gottheiten des himmlischen Wolkenwassers. Deshalb werden ihnen später taufeuchte Gewänder zugeschrieben, auch besitzen sie einen Brunnen (das Wolkenwasser), in dem sie baden können. Ihnen verdankt die Erde ihren bunten Frühlingsschmuck und so tragen sie selbst auch blumige Kleider. Sie werden – wie die ihnen nahestehenden Chariten – auch als Frühlingsgöttinnen verehrt.
Aus der regelmäßigen Folge ihrer Gaben und damit der Jahreszeiten ergibt sich ihre Bedeutung als Göttinnen des Zeitenwechsels.
- Thallo (Thalatte, griechisch für „Blühen“) war die Göttin des Frühlings, der Knospen und Blüten, die Blütenbringerin und Schützerin der Jugend.
- Auxo (Auxesia, griechisch für „Wachstum“).
- Carpo (Karpo, Xarpo, griechisch für „Früchte“) regierte über den Sommer, das Reifen und Ernten. Sie schützte die Wege zum Berg Olymp und hinterließ die Wolken, die sein Haupt umgaben, wenn einer der Götter ihn verließ. Sie war Dienerin von Persephone, Aphrodite und Hera. Sie verkehrte auch mit Dionysus, Apollo und Pan.

## Zweite Generation
Die zweite Generation in Hesiods Theogonie bestand aus Eunomia, Dike und Eirene, die Göttinnen von Recht und Ordnung waren und die Stabilität der Gesellschaft aufrechterhielten. Sie wurden vor allem in den Städten Athen, Argos und Olympia verehrt.
- Dike (griechisch für „Gerechtigkeit“) war die Göttin der moralischen Gerechtigkeit. Sie herrschte über die menschliche Justiz. Sie war sterblich geboren und von Zeus auf die Erde gesandt, um die Menschheit gerecht zu halten. Zeus lernte schnell, dass dies unmöglich ist, und holte sie zu sich in den Olymp. Später wurde sie zu einem Sternbild erhöht.
- Eunomia (griechisch für „gute Ordnung“) war die Göttin von Gesetz und Gesetzgebung. Sie (oder eine andere, gleichnamige Göttin) wird auch als Tochter von Hermes und Aphrodite erwähnt.
- Eirene oder Irene (griechisch für „Frieden“, lateinisch Pax) war die Personifizierung von Frieden und Wohlstand und wurde als schöne junge Frau mit dem Horn des Überflusses, einem Zepter und einer Fackel oder einem Rhyton dargestellt.

## Dritte Generation
Nur einige Autoren nennen eine dritte Generation von Horen:
- Pherusa oder Pherousa, Göttin der Materie und der Höfe
- Euporia (oder Euporie), Göttin des Überflusses
- Orthosie (Göttin des Wohlstandes)

## Die 12 Stunden
Schließlich sind da die 12 (ursprünglich nur 10) Stunden, Schutzgöttinnen der verschiedenen Tageszeiten. Die römischen Stunden wurden von kurz vor Sonnenaufgang bis kurz nach Sonnenuntergang gezählt:
1. Auge, erstes Licht
2. Anatole oder Anatolia, Sonnenaufgang
3. Mousika oder Musica, die Morgenstunde der Musik und des Studiums, nicht zu verwechseln mit den Musen
4. Gymnastika, Gymnastica oder Gymnasia, die Morgenstunde der körperlichen Übung im Gymnasion
5. Nymphe, die Stunde der morgendlichen Reinigung
6. Mesembria, Mittag
7. Sponde, die Trankopfer, die nach dem Mittagessen vergossen wurden
8. Elete, Gebet, die erste der nachmittäglichen Arbeitsstunden
9. Akte, Acte oder Cypris, Essen und Vergnügen, die zweite der nachmittäglichen Arbeitsstunden
10. Hesperis, Abend
11. Dysis, Sonnenuntergang
12. Arktos, letztes Licht

Als Jahreszeiten darstellende Gestalten werden vier Gruppen von Horen unterschieden:
- Erinen des Frühlings
- Xanthen des Sommers
- Oporinen des Herbstes
- Cheimerien des Winters